# Zwart-witte mierkruiper
De zwart-witte mierkruiper (Myrmochanes hemileucus) is een zangvogel uit de familie Thamnophilidae (miervogels).

## Verspreiding en leefgebied
Deze soort komt voor op de eilanden in de Amazonerivier van noordoostelijk Ecuador tot noordelijk Bolivia en westelijk Brazilië.

## Status
De grootte van de populatie is niet gekwantificeerd maar de soort wordt omschreven als vrij algemeen. Op de Rode lijst van de IUCN heeft deze soort de status niet bedreigd.